# 松田聖子 夢で逢えたら
松田聖子 夢で逢えたら（まつだせいこ ゆめであえたら）は、1981年4月12日から1983年4月3日までニッポン放送他NRN各局で放送されていたラジオ番組。パーソナリティは松田聖子。ソニーの一社提供枠『SONY Night Square』で放送されていた。

## 概要
松田聖子にとってニッポン放送での初レギュラー番組『ザ・パンチ・パンチ・パンチ』の7代目パンチガール（パーソナリティ）を卒業して3か月後にスタートした単独レギュラー番組である。第1回放送の収録は1981年3月31日（14時頃 - 16時頃）に行われたが、この時は頭を抱えて考え込んだという、チーフディレクターの宮本幸一の談がある。最初、この番組は「夢見る少女」をテーマにしていた。
この番組には、ロボットの「ロボスケ」というオリジナルキャラがいた。ロボスケもはがきを読んだり、少しエッチな質問をしたりしながら聖子と掛け合いトークをしていた。名前はリスナーから募集し、270票集まったロボスケに決定した。
目玉コーナーは「ショート・ショート・カプセル」で、聖子自ら様々なキャラクターを演出しながら芝居をするというコーナーであった。この番組の構成作家だった藤井青銅がその台本を主に手掛けていた。後にこれら台本などをまとめて、ワニブックスから書籍化された。
その他のコーナーには、聖子自身のアイデアで生まれたという、テーマに沿って選んだ曲を5曲書いて送る「青春ベスト5」など。
この番組を録音中のスタジオから、聖子がTBSラジオの番組『ザ・ヒットパレード』に生出演したことがあり、この時宮本ディレクターらも一緒になってTBSにとっては他局であるこの番組の宣伝をしたことがある。
1981年11月29日の放送では、前年1980年に引退した山口百恵との“共演”企画が行われた。
本番組終了の6か月後の1983年10月から、聖子自身の後継番組となる『松田聖子 愛にくちづけ』がスタートしている。
この番組のオープニング曲は聖子の曲『Only My Love』（アルバム『North Wind』より）、エンディング曲も同じく聖子の曲『潮騒』（アルバム『SQUALL』より）。

## ゲスト
- 岩崎良美 （1982年6月6日）
- 真田広之 （1982年9月5日）
- 谷村新司 （1982年11月28日）
- 渡辺徹 （1983年2月27日）
- 坂本龍一
  - 他

## スタッフ
- チーフディレクター：宮本幸一[1]
- ディレクター：松村吉洋[2]
- 構成作家：藤井青銅[10]
- AD：田村光広[10]
- ミキサー：大沢、小島[10]

## 番組本
- 夢で逢えたら Talking with love （ワニブックス、1982年5月1日初版）
- 夢で逢えたら パート2 Dreaming love with Seiko （ワニブックス、1983年3月10日初版）

## 放送されていた局
- ニッポン放送（制作局）- 日曜日22:00 - 22:30
- 東北放送 - 土曜日24:00 - 24:30
- 東海ラジオ - 日曜日22:30 - 23:00
- 朝日放送 - 日曜日22:30 - 23:00